# ストレンヂア 無皇刃譚
『ストレンヂア 無皇刃譚』（ストレンヂア むこうはだん、Sword of the Stranger）は、松竹より2007年9月29日に公開された安藤真裕監督の時代劇アニメ映画。PG-12指定。

## 概要
タイトルの『ストレンヂア』には、戦国時代に刀を封印している「奇妙な男」と、「異邦人」という二つの意味がこめられており、立身出世、大きな野望、そして家族という枠組みから外れてしまった者たちの生き様を題名に託しているという。企画当初からあった「男と少年の物語」という要素が物語の芯にもなっている。
劇場版『カウボーイビバップ 天国の扉』（2001年）等での人物アクションを中心としたアニメートを得意とするアニメーター・演出家の安藤真裕が初監督を務めた劇場映画。制作は映画『劇場版 鋼の錬金術師 シャンバラを征く者』（2005年公開）や数多くの人気テレビアニメシリーズを手掛けるボンズが担当。主役には声優初挑戦となる長瀬智也と知念侑李、そのほか竹中直人等の芸能人を起用した事で話題となった。
東京国際アニメフェア2003のボンズブースにて1分強のチャンバラシーンをメインとしたパイロットフィルムを「無皇刃譚」として初公開。その後同アニメフェア内にて毎年多少手を加えたパイロットフィルムを公開しつつ、2006年より劇場作品として本格的に制作を開始した。
ボンズの社長である南雅彦から企画を求められたことがそもそもの発端であり、アクションというジャンルを選択したのは、安藤自身がアニメーター出身の演出家であることから、動かすことによって楽しむことの出来る作品にしたいという思いがあったからである。更に、その中でも時代劇というジャンルを選んだのは、「人の生き死に」という要素が常に物語に纏わりついているという緊張感が活劇に向いていると思ったことが理由である。
2008年7月下旬から8月にかけてブラジルで行われた「FANTASPOA映画祭」において、最優秀賞である「Best Animated Feature」を受賞。

## ストーリー
天下を統べる者を失い、度重なる合戦の果てに下克上がまかり通り、力ある者も野盗に堕して無法が横行する戦乱の時代――。
はるか中国大陸から身よりを亡くした一人の少年が、禅僧祥庵に連れられて海を渡り、日本へと辿り着いた。その名は仔太郎。
だが、仔太郎の身体の秘密を求め、明国の武装集団もまた、上陸を果たしていた。祥庵の庇護も失い、天涯孤独となって愛犬・飛丸と赤池の国・白土の万覚寺を目指す仔太郎は、とある荒寺で自らの名を捨てて刀を封印した奇妙な剣士名無しと巡り逢った。大陸の刺客に襲われ、危ういところを名無しに救われた仔太郎。不敵な笑みを浮かべる浪人と他人を拒む少年は、最初こそ互いに反目を覚えたものの、やがて道中をともにすることになっていく。
一方、追っ手の大陸勢で頭目を務める老人白鸞は、赤池国の領主と追撃の連携を取りながらも、仔太郎を捕らえた後に行う怪しい儀式の準備を始めていた。その一味の中でも異彩を放つ金髪碧眼の剣士羅狼だけは、一味の最終目的を意に介せず、命令に従いつつも、ひたすら強い相手を求めて己の刃をふるい続けていた。
やがて仔太郎の秘密は、あまたの野心を触発し始め、数々の思惑が激流となって人びとを巻きこんでいく。旅の中で互いを認めあい、絆を深めていく名無しと仔太郎。互いの実力に引き寄せられていく羅狼と名無し。宿命の縁に結ばれた二人の漢〈おとこ〉の、刃を交えるときが迫っていた……。

## 登場人物
名無し（ななし）
声 - 長瀬智也
名前と共に過去を捨てた浪人。過去のある出来事により侍として世に出る気力を失い、刀に封印を施していたが、仔太郎との出会いにより、彼の用心棒として雇われる。
仔太郎（こたろう）
声 - 知念侑李
武装集団に追われる謎の少年。万覚寺を目指し飛丸と共に旅をしている。体内にある隠された秘密を持っている。
飛丸（とびまる）
仔太郎の引き連れる柴犬。安住の地を追われた仔太郎にとって唯一の友であり、有能な用心棒でもある。

### 明国の武装集団
羅狼（らろう）
声 - 山寺宏一
白鸞に従う武装集団最強の剣士。武装集団の次席的立場で集団を束ねる事がある。西洋系の金髪碧眼の異人。典型的な戦闘狂で、ただひたすら強き者と闘うことを求めている。武器は倭刀。
白鸞（びゃくらん）
声 - 伊井篤史（日本語）、王国慶（中国語）
皇帝の命を受け、中国から日本に武装集団を率い上陸して来た宦官。豊富な薬学の知識を持ち主。自らの正義を信じ、皇帝に絶対的な忠誠を誓っているが、その心底は利己的かつ冷酷で、部下のみならず他人すら道具か抹殺対象としか思っていない。
風午（ふうご）
声 - 野島裕史（日本語）、張沫（中国語）
武装集団の一人。鷹使い少年。武装集団の中で羅狼に心酔しており、憧れに近い感情を抱いている。武器は双振りの剣。
水辰（すいしん）
声 - 福原耕平
武装集団の一人。細身の男。風午と行動を共にしている。武器は薙刀。
金亥（きんがい）
声 - 石塚運昇
武装集団の一人。赤池城の武士達と共に、名無しと荒寺で戦う事になる。武器は匕首と鞭。
土巳（どし）
声 - 陶力
武装集団の一人。細身の鉄面皮の男。
木酉（もくゆう）
声 - 皆川純子（日本語）、宋湘平（中国語）
武装集団の一人。木卯の姉で、武器は縄付きの手斧。
木卯（もくぼう）
声 - 水沢史絵（日本語）、王春（中国語）
武装集団の一人。木酉の妹で。武器は弓。
月申（げっしん）
声 - 相沢正輝（日本語）、薄宏（中国語）
武装集団の一人。武器は両端に鎌が付いている三節棍。
火丑（かちゅう）
声 - 宝亀克寿
武装集団の一人。七尺近い巨漢。拳法の使い手。

### その他の人物
祥庵（しょうあん）
声 - 竹中直人
明国から日本へ仔太郎を連れてきた僧。仔太郎に慕われていたが・・・。
絶界（ぜっかい）
声 - 筈見純
祥庵の所属する万覚寺の住職。
虎杖 将藍（いたどり しょうげん）
声 - 大塚明夫
赤池国の重臣。かなりの剣の腕前だが、本当の実力は槍で発揮される。忠臣として領主からの信頼が厚いが、胸の内では国盗りの野望を抱く。名無しとは過去に因縁があり、主命とはいえ無情な働きをして自責の念に苦しんでいた名無しを立ち直らせようと声をかけるなど一定の友誼があった。
面倒見の良い人物で、配下には領主よりも将藍に魅かれて付いていく者も多く、すでに赤池国の将兵達の心を完全に掌握している。
領主
声 - 石塚運昇
赤池国の領主。金を貰って武装集団と手を組むが、武装集団の目的については聞かされていない。そのため、部下に命じて目的を探らせる。
戌 重郎太（いぬい じゅうろうた）
声 - 宮野真守
将藍の忠実なる部下。剣は不得意であるが弓の扱いに長ける。萩姫へ密かに想いを寄せている。
萩姫（はぎひめ）
声 - 坂本真綾
領主の一人娘。琴を弾くのが趣味。気高い雰囲気の美女で、父同様、将藍の野心に気付いていない。

## 声の出演
- 名無し - 長瀬智也
- 仔太郎 - 知念侑李
- 祥庵 - 竹中直人
- 羅狼 - 山寺宏一
- 白鸞 - 伊井篤史、王国慶
- 風午 - 野島裕史、張沫
- 水辰 - 福原耕平
- 土巳 - 陶力
- 木酉 - 皆川純子、宋湘平
- 木卯 - 水沢史絵
- 月申 - 相沢正輝、薄宏
- 火丑 - 宝亀克寿
- 虎杖将藍 - 大塚明夫
- 領主、金亥 - 石塚運昇
- 戌重郎太 - 宮野真守
- 萩姫 - 坂本真綾
- 絶界 - 筈見純
- 磯貝 - 志村知幸
- 淵野辺 - 喜多川拓郎
- 吾平 - チョー
- 将監の妻 - 折笠愛
- より - つかもと景子
- 通訳 - 保村真
- 武士 - 川津泰彦、増田裕生、山口登、白熊寛嗣、望月健一、ふくまつ進紗、大久保利洋、小林かつのり
- 妹 - 松来未祐
- 朝倉栄介、飯田浩志、岩崎洋、太田勝弘、岡本寛志、桑原敬一、斉藤隆史、竹内良太、夛中一忠、田村健亮、寺本勲、松原大典、松本考平、宮原弘和、森岳志、吉本泰洋

## スタッフ
- 原作：ボンズ
- 監督・画コンテ・演出：安藤真裕
- 脚本：高山文彦
- 人物設計：斎藤恒徳
- 作画監督：伊藤嘉之、斎藤恒徳
- 美術設計：竹内志保
- 美術監督：森川篤
- 色彩設計：中山しほ子
- 撮影監督：宮原洋平
- 編集：板部浩章
- 音楽：佐藤直紀
- 音響監督：若林和弘
- 音響効果：倉橋静男
- プロデューサー：南雅彦、高梨実、西川朝子、飯塚寿雄、峯岸卓生
- アニメーション制作：ボンズ
- 製作：「ストレンヂア」製作委員会（バンダイビジュアル、ボンズ、松竹、博報堂DYメディアパートナーズ、ソニー・ミュージックエンタテインメント）
- 配給：松竹

## 関連書籍
- 「ストレンヂア 無皇刃譚」 ISBN 978-4-8401-1953-5（原作:BONES、作画:凛野ミキ、メディアファクトリー） -  本作の漫画版